# Agnes Szatmari
Agnes Szatmari (født 28. juni 1987 i Gheorgheni, Rumænien) er en kvindelig professionel tennisspiller fra Rumænien.
Agnes Szatmari højeste rangering på WTA single rangliste var som nummer 187, hvilket hun opnåede 24. marts 2008. I double er den bedste placering nummer 123, hvilket blev opnået 2. august 2007. 